# اس‌ام‌اس نووارا (۱۸۵۰)
اس‌ام‌اس نووارا (۱۸۵۰) (به انگلیسی: SMS Novara (1850)) یک کشتی بود که طول آن ۷۶٫۷۹ متر (۲۵۱ فوت ۱۱ اینچ) بود.